# Miroslav Istvan
Miroslav Istvan (født 2. september 1928 i Olomouc - død 26. januar 1990 i Brno, Tjekkiet) var en tjekkisk komponist.
Istvan studerede komposition på Janáček Academy of Music and Dramatic Arts hos Jaroslav Kvapil. Han har skrevet 3 symfonier, orkesterværker, kammermusik, korværker, vokalmusik, klaverstykker etc. Istvan blev senere en del af ledelsen på Janáček Academy of Music and Dramatic Arts. I sin kompositionstil er han inspireret af Bela Bartok og den modale struktur i folkesange. Istvan studerede rumænsk og afrikansk folklore, som han inkorporerede i sine kompositioner.

## Udvalgte værker
- Symfoni nr. 1 (1952) - for orkester
- Symfoni nr. 2 "Koncert" (1958) - for klaver og orkester
- Symfoni nr. 3 "Vokal" (1986) - for sopran, bas, fortæller og orkester
- "Balladen om syden" (1960) - for orkester